# Bad Sneakers and a Piña Colada
Albums de Hardcore Superstar
It's Only Rock'n'Roll
(1997) Thank You: For Letting Us Be Ourselves
(2001)
Bad Sneakers And A Pina Colada est deuxième album de Hardcore Superstar, il s'agit cependant de leur premier album édité dans le monde entier via le label Music for Nations.

## Track list
1. Hello/Goodbye - 3:06
2. You Will Never Know - 3:53
3. Liberation - 3:56
4. Have You Been Around - 3:48
5. Punk Rock Song - 2:47
6. Beat You Down - 4:00
7. Rock N' Roll Star - 3:07
8. Someone Special - 4:25
9. Slide Song - 3:42
10. Hey Now! - 2:28
11. Strapped - 3:12
12. Bubbelcum Ride - 3:13
13. So Deep Inside - 3:16